# Eugenes
Eugenes es un género de aves apodiformes perteneciente a la familia Trochilidae —los colibríes— que agrupa a dos especies nativas de América del Norte y América Central, cuyas áreas de distribución se encuentran entre el sur de Estados Unidos y el oeste de Panamá. Tradicionalmente fue tratado como un género monotípico, con el colibrí magnífico (E. fulgens) como único miembro, hasta que la especie fue escindida en dos. A sus miembros se les conoce por el nombre común de colibríes.

## Características
Los colibríes de este género won relativamente grandes, miden entre 11 y 13 cm de longitud. La cabeza es grande en relación con el tamaño del cuerpo; pico negro, largo (hasta 30 mm), recto y robusto, cola recta ligeramente dentada. Presdentan dimorfismo sexual, el macho es ligeramente más grande, pico más corto y coloración más brillante que la hembra. El macho tiene la corona púrpura iridiscente, gorguera verde iridiscente, una pequeña mancha blanca detrás del ojo, partes inferiores negras y partes superiores verde oscuro con coloración bronce metálico, verde bronce o verde dorado en las plumas grandes del ala y la cola. La hembra adulta también tiene una pequeña mancha blanca detrás del ojo y el dorso verde oscuro, pero carece de coloración iridiscente en la cabeza y de coloración bronce en las alas y la cola, y tiene las partes inferiores más claras.

## Taxonomía
El género Eugenes fue propuesto por el ornitólogo británico John Gould en 1856, la especie tipo originalmente designada por monotipia es Trochilus fulgens, actual Eugenes fulgens.

### Etimología
El nombre genérico masculino «Eugenes» proviene del griego «eugenēs» que significa ‘noble’, ‘bien nacido’.

### Actualidades
El género fue históricamente tratado como monotípico, con la única especie E. fulgens, hasta que varios estudios demostraron que la entonces subespecie E. fulgens spectabilis presentaba diferencias morfológicas que justificarían su separación. Estudios genético-moleculares posteriores confirmaron la separación de las dos especies lo que fue reconocido por el Comité de Clasificación de Norte y Mesoamérica (N&MACC) en la Propuesta 2017-B-2. En la misma propuesta se rechazó la elevación a especie del taxón E. fulgens viridiceps del cual ni siquiera se reconoce el estatus de subespecie.

## Lista de especies
Según las clasificaciones del Congreso Ornitológico Internacional (IOC) y Clements Checklist/eBird, el género agrupa a las siguientes especies con el respectivo nombre popular de acuerdo con la Sociedad Española de Ornitología (SEO):
| Imagen | Nombre científico   | Autor            | Nombre común         | Estado de conservación | Distribución |
| ------ | ------------------- | ---------------- | -------------------- | ---------------------- | ------------ |
|        | Eugenes fulgens     | (Swainson), 1827 | colibrí magnífico    | LC                     |              |
|        | Eugenes spectabilis | (Lawrence), 1867 | colibrí de Talamanca | LC                     |              |